# Valkeinen (sjö i Outokumpu, Norra Karelen, 62,81 N, 29 Ö)
Valkeinen är en sjö i kommunen Outokumpu i landskapet Norra Karelen i Finland. Arean är 37 hektar och strandlinjen är 4,03 kilometer lång. Sjön  ingår i Vuoksens huvudavrinningsområde.   Den ligger omkring 44 kilometer nordväst om Joensuu och omkring 360 kilometer nordöst om Helsingfors. 